# Gilles Perrault
Gilles Perrault, (Jacques Peyroles per lo stato civile) (Parigi, 9 marzo 1931 – Sainte-Marie-du-Mont, 13 agosto 2023), è stato uno scrittore, giornalista e sceneggiatore francese, arrivato al successo nel 1961 con il suo romanzo di memorie "Les parachutistes" sulla sua esperienza di paracacadutista in Algeria. Scrisse poi thriller e romanzi di spionaggio adattati in seguito per il cinema, indagò su vicende controverse della cronaca francese dando vita ad un dibattito sull'abolizione della pena di morte in Francia, raccontò vicende della seconda guerra mondiale come lo sbarco in Normandia visto dagli agenti segreti. Usò lo pseudonimo Gil Perrault per i suoi primi romanzi. Politicamente di estrema sinistra,  si affiancava ai trotskisti e si dichiarava comunista.

## Biografia
Figlio di un avvocato d'affari e di Germaine Merlot, futura deputata del Movimento Repubblicano Popolare, Jacques Peyroles si laureò all'Istituto di Studi Politici di Parigi, divenne avvocato ed esercitò la professione per cinque anni. Svolse poi il servizio militare all'età di 24 anni nell'8º reggimento paracadutisti coloniale (8° RPC) in Algeria.
Dopo il successo del suo saggio Les Parachutistes, ispirato al servizio militare in Algeria, divenne giornalista per Le Nouveau Candide dal 1961 al 1963. Raccontò dell'India di Nehru, delle Olimpiadi di Tokyo e delle questioni dei neri negli Stati Uniti. Successivamente, tra il 1986 e il 2003, Gilles Perrault scrisse articoli per Le Monde Diplomatique.
Nel maggio 1961 lasciò Parigi dove lavorava come avvocato e si stabilì per caso a Sainte-Marie-du-Mont, nel Cotentin. Il suo attaccamento a questa cittadina lo spinse a pubblicare nel 1981 Les gens d'ici, che ripercorreva la tumultuosa storia di questa cittadina dal Medioevo allo sbarco in Normandia (la Utah Beach si trova a pochi chilometri da casa sua). Gilles Perrault fu eletto consigliere comunale nel 1971 senza essersi candidato, come talvolta avveniva nelle piccole città. Negli ultimi anni s'impegnò a livello locale nella difesa del suo comune contro un progetto di fusione con comuni vicini o contro la creazione di un parco dedicato al D-Day (soprannominato dai suoi avversari “terra del D-Day”).

### Il romanziere
Tra il 1956 e il 1961, pubblicò, sotto lo pseudonimo Gil Perrault, una dozzina di romanzi d'avventura, mescolati a spionaggio, per la popolare raccolta “La Chouette”. Il migliore di tutti, Dynamite, storia di una rivolta in un paese sudamericano, sarà ripubblicato su J'ai lu. Nel 1958 pubblicò anche l'eccellente suspense Baroud d'honneur in Fleuve Noir, sotto lo pseudonimo di Sidney Vania, e la spy story Au pied du mur (1963) di Denoël. Fece poi ricerche approfondite su aspetti poco conosciuti della Seconda Guerra Mondiale, soprattutto lo spionaggio e la Resistenza. Nel 1964 pubblicò un'opera più seria con Le Secret du jour D, che vinse un premio del Comitato d'azione di resistenza e ottenne ottime vendite. Dopo questo periodo, Perrault si dedicò ad opere di ispirazione storica come L'Orchestre rouge (1967)  e La Longue Traque (1975), con uguale successo.
Nel 1973 partecipò alla stesura della sceneggiatura del film Le Serpent, co-scritto e diretto da Henri Verneuil, basato sull'opera originale di Pierre Nord, Le Treizième Suicidé.
In precedenza, nel 1969, Perrault aveva pubblicato un originale romanzo di spionaggio ,Le Dossier 51. Con Michel Deville aveva scritto la sceneggiatura dell'adattamento cinematografico di questo testo. Il film era uscito nel 1978. Successivamente, nel 1979, lui e Michel Deville vinsero il César per la migliore sceneggiatura o adattamento originale. Lavorò altre volte con Michel Deville, affidandogli in particolare la sceneggiatura originale di La Petite Bande (1983). Diresse anche l'adattamento del suo libro omonimo per il film L'Orchestre rouge(1989), diretto da Jacques Rouffio.

### Gli anni 1990-2000
Nel 1990 Edwy Plenel, suggerendo il titolo Notre ami le roi, provocò la stesura del libro di Perrault in cui descrisse e condannò il regime di tortura di Hassan II, re del Marocco, applicato a coloro che tentarono un colpo di stato contro di lui. Perrault evocò i legami di Hassan II con la Francia, parlò della famiglia di Malika Oufkir (responsabile di un colpo di stato), all'epoca rinchiusa in una "prigione dorata". Come spiegò la stessa Oufkir nel suo secondo libro, lei e la sua famiglia potevano viaggiare liberamente in Marocco. Quest'opera, con il suo impatto mediatico, contribuì il 15 settembre 1991 all'apertura delle carceri, comprese quelle di Tazmamart e Kénitra.
Nella trilogia - La passione polacca, L'ombra della Bastiglia e La vendetta americana, incentrata sul viaggio di Charles-François de Broglie - raccontò in modo vivo gli sviluppi della politica estera sotto Luigi XV e poi Luigi XVI dal 1740 al 1785 e rivelò la storia dell'organizzazione Secret du Roi, antenata dei nostri moderni servizi di intelligence.
Nell'avvicinarsi del cinquantesimo anniversario dell'evento, Gilles Perrault continuò la sua opera dedicata allo sbarco in Normandia con Le Grand Jour: June 6, 1944 , pubblicato da Jean-Claude Lattès nel 1974, ripubblicato da Fayard nel 1994 e apparso in una nuova edizione di Le Secret du Jour J.
Nel 2014 pubblicò il Dizionario degli amanti della Resistenza.  Ambientato durante l'esodo del 1940, il suo romanzo Le Garçon aux yeux gris venne adattato da André Téchiné per il film Les Égarés. Le sue memorie (intitolate Souvenirs e comprendenti Les Jardins de l'Observatoire, 1995, Go!, 2002 e Checkpoint Charlie, 2008) furono pubblicate in tre volumi tra il 1995 e il 2008. mentre nel 2016 scrisse un racconto dedicato al nonno materno.

### Morte
Morì all'età di 92 anni il 3 agosto 2023 in seguito ad un infarto nella sua casa di Sainte-Marie-du-Mont.  Fu sepolto al cimitero comunale.

## Impegni politici
Politicamente, Perrault simpatizzava con l'estrema sinistra, e si dichiarava “comunista”. Nell'agosto 1977 aderì al Partito comunista dopo aver militato nel Partito socialista dal 1973 al 1977.
Nel 1983, introdusse L'Affaire Papon di Michel Slitinsky, pubblicato da Alain Moreau. Questa prefazione, in cui definì Papon un “bastardo frenetico”, portò l'autore e l'editore a procedere per vietare la prima edizione del libro.
Gilles Perrault fu uno dei membri fondatori, insieme al cantante Renaud, del collettivo Ça suffat comme ci, che lanciò nel 1989 l'"appello della Bastiglia" per l'abolizione del debito del Terzo Mondo, iniziativa che raccolse centinaia di firme. Nell'ottobre 1990 fece parte dell'"Appello dei 75" contro la Guerra del Golfo. Il 24 gennaio 1991,  pubblicò da Tolosa una dichiarazione che rimase, anche se successivamente la smentì, come un appello alla “diserzione” e al “sabotaggio della macchina da guerra francese”.
Negli anni '90 fu particolarmente attivo nella lotta contro il Front National. Dichiarò poi al quotidiano Libération: “Bisogna combattere un avversario. Ma un nemico come Jean-Marie Le Pen è sterminato».  Partecipò alla fondazione del movimento Ras l'front, movimento dal quale si allontanò nel 1996 in seguito ai litigi con Didier Daeninckx e gli ambienti della Lega comunista rivoluzionaria ("Non mi vedo a combattere l'intolleranza con gli intolleranti"), concludendo: "Sono ormai iscritto all'ANPE». Didier Daeninckx accusò Gilles Perrault in particolare di "numerosi eccessi che banalizzano la Shoah" e di essersi candidato alle elezioni europee (1994) con "fascisti fiamminghi e alsaziani".
Gilles Perrault si oppose anche all'associazione Légitime Défense nelle colonne della sua rivista Rebelles, dedicata alla difesa dei detenuti. Ciò gli valse la condanna, il 13 settembre 1993, da parte della XVII Camera correzionale del Tribunal de Grande Instance di Parigi, alla sanzione di una multa di 6.000 franchi e di 10.000 franchi di risarcimento danni.
Nel gennaio 1997, Perrault fu eletto vicepresidente della Società degli Amici di L'Humanité.  Nel 2003, divenne membro del comitato di patrocinio del Coordinamento francese per il decennio della cultura della pace e della non violenza, creato nel 2000. Nel febbraio 2006, insieme a numerose personalità tra cui José Bové, Noël Mamère, Raymond Aubrac e Lucie Aubrac, chiese la liberazione dei terroristi dell'Action Directe, essendo scaduto per alcuni di loro il periodo di sicurezza.
Fu membro del comitato d'onore dell'Associazione per il diritto a morire con dignità, firmando anche un appello ai candidati alle elezioni presidenziali chiedendo loro di impegnarsi a presentare un disegno di legge per legalizzare l'eutanasia.

## Opere

### Come Gil Perrault
I primi romanzi sono tutti apparsi presso Ditis nella collezione La Chouette sotto lo pseudonimo Gil Perrault.
- Jamais deux sans trois (1956)
- Trois as (1957)
- Les Aventures du pétrole (1957-1960, Ditis; 1961, France-Empire)

1. Le Sahara brûle (1956) adattato per il cinema da Michel Gast nel 1961 con il titolo Le Sahara brûle
2. Ballade au soleil (1957)
3. La Bombe (1958)
4. La Grande soif (1960)

- C'était le bon temps (1957)
- La Main rouge (1960)
- Le Faux Frère (1960)
- Si tu vas à Cuba (1960)
- Dynamite (1961); riedizione firmata Gilles Perrault in J'ai lu, 1966
- Furie (1961)

### Come Sidney Vania
- Baroud d'honneur (1958, Fleuve Noir)

### Come Gilles Perrault
- Les Parachutistes (1961, Seuil; 1997, Arléa; 2006, Fayard)
- Casanova. Textes choisis dans les Mémoires (1963, J'ai Lu)
- Au pied du mur (1963, Éditions Denoël), adattato per il cinema da Jacques Deray con il titolo Avec la peau des autres nel 1966
- Le Secret du jour J (1964, Fayard; J'ai lu n°A134/135)
- L'Orchestre rouge (1967; 1989, Fayard), L'Orchestre rouge (film), adattato per il cinema da Jacques Rouffio nel 1989
- Le Dossier 51 (1969, Fayard; 1978, Le Livre de poche), adattato per il cinema da Michel Deville nel 1978 con il titolo Le Dossier 51
- Du service secret au gouvernement invisible (1970, Le Pavillon)
- Les Sanglots longs (1970, Fayard; 1976, Le Livre de poche)
- L'Erreur (1971, Fayard)
- Le Grand Jour: 6 juin 1944 (1974, Éditions Jean-Claude Lattès (1994)
- La Longue Traque (1975, J.C. Lattès; Livre de Poche)
- Le Pull-over rouge (1978, Ramsay; 1980, Le Livre de poche; 1994, Fayard),  adattato per il cinema da Michel Drach nel 1979 con il titolo  Le Pull-over rouge
- Les gens d'ici (1981, Ramsay; 1997, Fayard)
- La Petite Bande (1983, Ramsay),  adattato per il cinema da Michel Deville con il titolo La Petite Bande
- Un homme à part (1984, Barrault; 2006, Fayard)
- Taupes rouges contre S.S. (1986, Parigi, Messidor)
- Paris sous l'Occupation (1987 e 1998, Belfond) (foto)
- Le Dérapage (1987, Mercure de France; 1989, Folio), adattato per il cinema da Jacques Deray con il titolo Un crime nel 1993
- Notre ami le roi (1990, Gallimard; 1992, edizione aggiornata, Folio)
- Le Secret du Roi (1992, Fayard; 1996, Le Livre de poche)

1. La Passion polonaise (1992, Fayard; 1996, Le Livre de poche)
2. L'Ombre de la Bastille (1993, Fayard; 1996, Le Livre de poche)
3. La Revanche américaine (1996, Fayard; 1997, Le Livre de poche)

- Pourquoi les guerres? (1993, Le Seuil) illustrato da Serge Bloch
- Souvenirs (1995-2008)

1. Les jardins de l'Observatoire (1995, Fayard; 1996, Le Livre de poche)
2. Go! (2002, Fayard; 2005, Le Livre de poche)
3. Checkpoint Charlie (2008, Fayard)

- Christian Ranucci: vingt ans après (1995, Julliard) (con Héloïse Mathon, Jean-François Le Forsonney, Daniel Soulez Larivière, Jean-Denis Bredin)
- Ruse de guerre (1997, Bayard Jeunesse), illustrato da Jame's Prunier
- Le Goût du secret. Entretien avec Jean-Maurice de Montremy (1997, Arléa)
- Le Livre noir du capitalisme (1998, Le Temps des Cerises)
- Lettres aux deux juges françaises décorées de la Cruz de Honor de la Orden de San Raimundo de Peñafort (1999, Fayard)
- Le Soldat perdu (2000, Agnès Viennot)
- La Maison (2001, 2004)

1. Le Garçon aux yeux gris (2001, Fayard), adattato per il cinema da André Téchiné con il titolo Les Égarés nel 2003
2. L'Homme au bout du rouleau (2004, Fayar; Le Livre de poche)
3. La Jeune Femme triste (2004, Fayard)

- Marie Laurence Gaudrat (2001, Somogy; con Jacques Mougenot e André Comte-Sponville)
- Les Vacances de l'Oberleutnant von La Rochelle (2002, Fayard)
- Le Déshonneur de Valéry Giscard d'Estaing (2004, Fayard)
- La Mort à quinze ans. Entretiens avec Gilles Perrault con André Rossel-Kirschen (2005, Fayard)
- L'Ombre de Christian Ranucci (2006, Fayard)
- Les Deux Français… et d'autres récits (2010, Fayard)  ISBN 978-2-213-65516-1
- Dictionnaire amoureux de la Résistance (2014, Plon/Fayard)
- Grand-père (2016, Le Seuil)
- La Justice expliquée à ma petite-fille (2017, Le Seuil) ISBN 978-2-02131285-0
- La Croisade du loup solitaire (2020, Edilivre) ISBN 978-2-41439992-5

### Documentari
- Thierry Durand, L'Écriture comme une arme, FAG production/France 3, 2014, 52 min., documentario su Gilles Perrault.